# Гильванов, Дамир Тагирович
Дамир Тагирович Гильванов (род. 15 февраля 1976, Прокопьевск, Кемеровская область) — российский самбист и дзюдоист, чемпион и призёр чемпионатов России по самбо, чемпион Европы и мира по самбо, обладатель Кубков России и мира по самбо, Заслуженный мастер спорта России по самбо, мастер спорта России по дзюдо. Выступал в полулёгкой (до 57 кг) и лёгкой (до 62 кг) весовых категориях. Тренировался под руководством Геннадия Гудкова и Анатолия Белашева. Окончил спортивный факультет Кемеровского государственного университета. Тренер-инструктор спортивного клуба «Запсибовец».

## Спортивные результаты
- Чемпионат России по самбо 1995 года — ;
- Чемпионат России по самбо 1997 года — ;
- Чемпионат России по самбо 1999 года — ;
- Чемпионат России по самбо 2002 года — ;
- Чемпионат России по самбо 2003 года — ;
- Чемпионат России по самбо 2004 года — ;
- Чемпионат России по самбо 2006 года — ;
- Чемпионат России по самбо 2010 года — .